# Daniel Volk

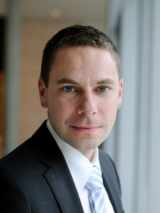
Daniel Volk

Daniel Volk (* 25. Januar 1970 in Bremen) ist ein deutscher Politiker (FDP). Er war von 2008 bis 2013 Abgeordneter des Deutschen Bundestages.

## Leben und Beruf
Sein Abitur legte Volk am Alten Gymnasium in Bremen ab. Anschließend studierte er Rechtswissenschaften und Politikwissenschaften an der Julius-Maximilians-Universität in Würzburg, wo er 1995 sein erstes Staatsexamen ablegte und 1996 den Magister artium für das Fach Politikwissenschaften erhielt.
Zwischen dem ersten und dem zweiten Staatsexamen absolvierte Volk in den Jahren 1995 bis 1997 das Rechtsreferendariat; in dieser Zeit war er u. a. an der Deutschen Botschaft in London tätig. Seit Abschluss des juristischen Studiums in München hat er sich 1998 als selbständiger Rechtsanwalt in Dachau niedergelassen. Seine Promotion zum Dr. iur. erfolgte 2004 an der Universität Würzburg.
Seit 2005 ist Volk Lehrbeauftragter für Rechts- und Staatskunde an der Staatlichen Berufsfachschule für Krankenpflege am Klinikum der Universität München, seit 2006 Lehrbeauftragter für Arbeits- und Steuerrecht an der Fachhochschule Nordhessen. Seit dem Ausscheiden aus dem Deutschen Bundestag 2013 ist Volk als Rechtsanwalt und Politikberater tätig.

## Plagiatsvorwürfe
2011 wurden auf den Websites PlagiPedi Wiki und VroniPlag Wiki Plagiatsvorwürfe gegen seine Dissertation erhoben. Nach einem Prüfverfahren teilte die Universität Würzburg im Januar 2013 mit, der Promotionsausschuss der juristischen Fakultät habe zwar eine Reihe von Unregelmäßigkeiten festgestellt, diese hätten jedoch unter Berücksichtigung der Verhältnismäßigkeit nicht ausgereicht, den Titel zu entziehen.

## Partei
1996 trat Volk in die FDP ein. Von 1996 bis 1998 war er Vorsitzender der Jungen Liberalen in München, von 1999 bis 2001 hatte er das Amt des Bezirksvorsitzenden der Jungen Liberalen Oberbayern inne. In den Jahren 2000 bis 2004 war er stellvertretender Vorsitzender der FDP Oberbayern, seit 2002 ist er Mitglied im Landesvorstand der FDP Bayern war von 2004 bis 2013 Bezirksvorsitzender der FDP Oberbayern. Seit 2005 ist Daniel Volk Vorsitzender des Bezirksfachausschusses Wirtschaft Oberbayern.

## Abgeordneter
Am 1. November 2008 wurde er als Nachfolger des ausgeschiedenen Abgeordneten Jörg Rohde Mitglied des Deutschen Bundestages. Von 2008 bis 2009 war er im Ausschuss für die Angelegenheiten der Europäischen Union vertreten sowie Sprecher der FDP-Bundestagsfraktion für den europäischen Wirtschafts- und Rechtsraum. Ab 2009 war er Mitglied im Finanzausschuss, stellvertretendes Mitglied im Sportausschuss und Vorsitzender der Arbeitsgruppe Steuern und Finanzen der FDP-Bundestagsfraktion. Ab 2010 war er zudem Obmann der FDP-Bundestagsfraktion im Finanzausschuss.
Sein Wahlkreis war München-West/Mitte.
Durch das Scheitern der FDP an der Fünf-Prozent-Hürde war er im 18. Bundestag nicht vertreten.

## Belege
1. ↑  Dr. Daniel Volk - Home. Abgerufen am 6. September 2017.
2. ↑  Volk darf Doktortitel behalten. Nordbayern, 7. Februar 2013, abgerufen am 12. Juni 2017.

| Personendaten    | Personendaten                  |
| ---------------- | ------------------------------ |
| NAME             | Volk, Daniel                   |
| KURZBESCHREIBUNG | deutscher Politiker (FDP), MdB |
| GEBURTSDATUM     | 25. Januar 1970                |
| GEBURTSORT       | Bremen                         |